# Szigeti Zoltán
Szigeti Zoltán (Tura, 1943. szeptember 15. – 2024. december 7.) magyar szemész főorvos, író. Legfőképpen a szépirodalom műfajában alkotott.

## Élete
Turán született, az általános iskolát ott végezte. Középiskolát az aszódi Petőfi Sándor Gimnáziumban végezte. Egyetemi tanulmányait a Szegedi Tudományegyetem Általános Orvosi Karán végezte. A budapesti Szent János Kórház osztályvezető szemészfőorvosa volt.

## Művei
Műveit többféle írói álnéven jelentette meg: dr. Szigeti Marcell Gábor: Frank Sorel.

### Szépirodalom
- Frank Sorel: Elsodort lelkek; JLX, Bp., 2003 (ISBN 9633051851)
- Frank Sorel: A régi kastély asszonya; JLX, Bp., 2003 (ISBN 9633051975)
- Frank Sorel: Közelebb a csillagokhoz; JLX, Bp., 2004 (ISBN 9633052106)
- Frank Sorel: A nagykövet lánya; JLX, Bp., 2005 (ISBN 9633052173)
- Dr. Szigeti Marcell Gábor: Egy doktor történetei; Exit, Kolozsvár, 2018 (ISBN 9789737803665)
- Élet az erdei tisztáson; Exit, Kolozsvár, 2018 (ISBN 9789737803672)
- Ének az aknamezőkről. Történelmi bohózat; Exit, Kolozsvár, 2018 (ISBN 9789737803641)
- Klinika Estorilban; Exit, Kolozsvár, 2018 (ISBN 9789737803818)
- Amikor naggyá tettük Amerikát; Exit, Kolozsvár, 2018 (ISBN 9789737803801)